# Microcyba tridentata
Microcyba tridentata är en spindelart som beskrevs av Holm 1962. Microcyba tridentata ingår i släktet Microcyba och familjen täckvävarspindlar. Inga underarter finns listade i Catalogue of Life.